# Gonopterodendron sarmientoi
Gonopterodendron sarmientoi (palo santo, sveto drvo; sin. Bulnesia sarmientoi, Plectrocarpa sarmientoi), vrsta južnoameričkog manjeg drveta, 7 - 10 metara visine iz porodice dvoliskovica (Zygophyllaceae). Kod lokalnog stanovništva paragvajskog, argentinskog i bolivijskog Chaca (Chaqueñosi) koji ga poznaju pod brojnim nazivima, na visokoj je cijeni po ljekovitosti a zbog svoje arome koristi se i u industriji parfema, kao i u izradi različitih rukotvorina, lula, sjekira i drugog. U Argentini je poznato kao ibocaí, u Paragvaju i Argentini kao palo santo, dok ga paragvajski Guarani zovu yvyrá ocái.
Parfumerije koriste eterično ulje poznato kao guayacol. Argentina i Paragvaj su ga izvozile za izradu podova i namještaja, pa se danas smatra da je endem u Boliviji, a po brazilskim podacima raste i na području države Mato Grosso do Sul.
Nekoliko godina nakon što drvo prirodno ugine, životni mu je vijek 89 - 90 godina, počinje puštati ugodnu aromu. Štapići od ovog drveta koriste se u domaćinstvima za paljenje kako bi puštali ugodan miris, a moguće ih je nabaviti i u Hrvatskoj.
P. sarmientoi po drugim autorima sinonim je za Gonopterodendron sarmientoi (Lorentz ex Griseb.) Godoy-Bürki; bazionim je Bulnesia sarmientoi Lorentz ex Griseb.
Pod imenom sveto drvo ili palo santo, poznato je i drvo Bursera graveolens (Kunth) Triana & Planch.